# Echinochaetus renatae
Echinochaetus renatae is een pissebed uit de familie Platyarthridae. De wetenschappelijke naam van de soort is voor het eerst geldig gepubliceerd in 1983 door Ferrara & Schmalfuss.